# Rifugio Cesare Battisti
Rifugio Cesare Battisti se nachází na území obce Recoaro Terme v provincii Vicenza) v regionu Benátsko. Horská chata leží v centru pohoří Piccole Dolomiti v nadmořské výšce 1265 metrů. Je pojmenována po italském iredentistovi Cesare Battistim.

## Poloha
Horská chata leží na úpatí horské skupiny Carega, pod průsmykem Passo della Lora, v lokalitě zvané „Gazza“, což z něj činí vynikající výchozí bod pro mnoho turistických a horolezeckých výletů. Je ve vlastnictví sekce Valdagno CAI. Má kapacitu asi 34 lůžek a je otevřena od června do září, po zbytek roku pouze o prázdninách. Chata je dobře známá cyklisty z Vicenzy a Benátska díky stoupání, které se k ní vede z Recoaro Terme. Stoupání je dlouhé 10,6 kilometru a má výškový rozdíl přes 800 metrů, takže vyžaduje určité úsilí a dobrou trénovanost.

## Přístup
Po provinční silnici 246 Valdagno - Recoaro. Silnice končí u chaty.

## Dostupné výstupy
- Monte Zevola - 1 976 m
- Lontelόvere - 1 800 m, via Soldà (VI) a via Mascella (VI )
- Torrione Recoaro - 1 910 m, za rohem Meneghello (V a VI)
- Vajo del Bìsele: žlab, který stoupá podél východní strany Lontelovere (III a IV)
- Cima Tre Croci - 1 950 m, via Soldà (IV)
- Bella Lasta: odvážná a dlouhá hrana, kterou otevřel Gino Soldà (III a IV)

## Traverzy
Chata je nouzovou základnou na evropské trase E5, která vede od Bodamského jezera do Benátek přes pohoří Carega.